# Цепочка кратеров
Цепочка кратеров (лат. catena, мн. ч. — catenae) — это ряд кратеров на поверхности небесного тела. Термин специфицирован правилами Международного астрономического союза по планетной номенклатуре.

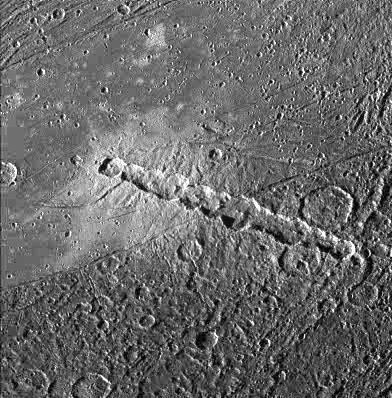
Цепочка Энки — цепочка из 13 ударных кратеров на Ганимеде, длиной 161 км.

Цепочки могут состоять и из ударных, и из эндогенных кратеров, причём ударные могут быть и первичными (от падения космических тел), и вторичными (от падения тел, выброшенных при ударе, создавшем первичный кратер). Цепочки эндогенных кратеров обычно образуются благодаря тому, что материал поверхности проваливается в трещины или лавовые трубки.
Цепочки первичных ударных кратеров, как считается, появляются в результате столкновений с телами, которые при подлёте были разорваны приливными силами на ряд частей, которые после разрыва подлетали к поверхности по схожим орбитам. Примером такого тела, которое при подлёте было разорвано приливными силами, может служить комета Шумейкеров-Леви. В ходе наблюдения системы Юпитера программой Вояджер планетологи открыли 13 цепочек кратеров на Каллисто и 3 — на Ганимеде.
Примерами эндогенных цепочек кратеров являются марсианские цепочки из ямообразных кратеров, которые обычно тянутся вдоль грабенов (например, цепочки Титония (лат. Tithoniae Catenae) около каньона Титониум).
Многие цепочки кратеров на Луне и некоторых других небесных телах расходятся от более крупных кратеров, и в таких случаях считается, что они были образованы вторичными ударами вещества, выброшенного из основного кратера при ударе, или вулканическим извержением, происходившим вдоль одной трещины.
На 2021 год в номенклатурной базе МАС содержится 5 отвергнутых и 71 одобренное название цепочек кратеров.